# Madelungkonstanten
Madelung-konstanten kan anvendes til at finde elektrostatisk potential for en enkelt ion i en krystal. Den er opkaldt efter den tyske fysiker Erwin Madelung.
Fordi anioner og kationer i en ionisk forbindelse er tiltrukket til hinanden på grund af deres modsatte ladninger, kræves der en vis energimængde for at skille ionerne. Denne energi skal tilføres systemet for at bryde anion-kation-bindingerne. Energien, der skal til for at bryde disse bindinger for 1 mol af et ionisk stof under standardbetingelser er gitterenergien.

## Fodnoter
1. ↑  Madelung E (1918). "Das elektrische Feld in Systemen von regelmäßig angeordneten Punktladungen". Phys. Zs. XIX: 524-533.

| Kemi | Spire Denne artikel om kemi er en spire som bør udbygges. Du er velkommen til at hjælpe Wikipedia ved at udvide den. |